# René Sleeswijk sr.

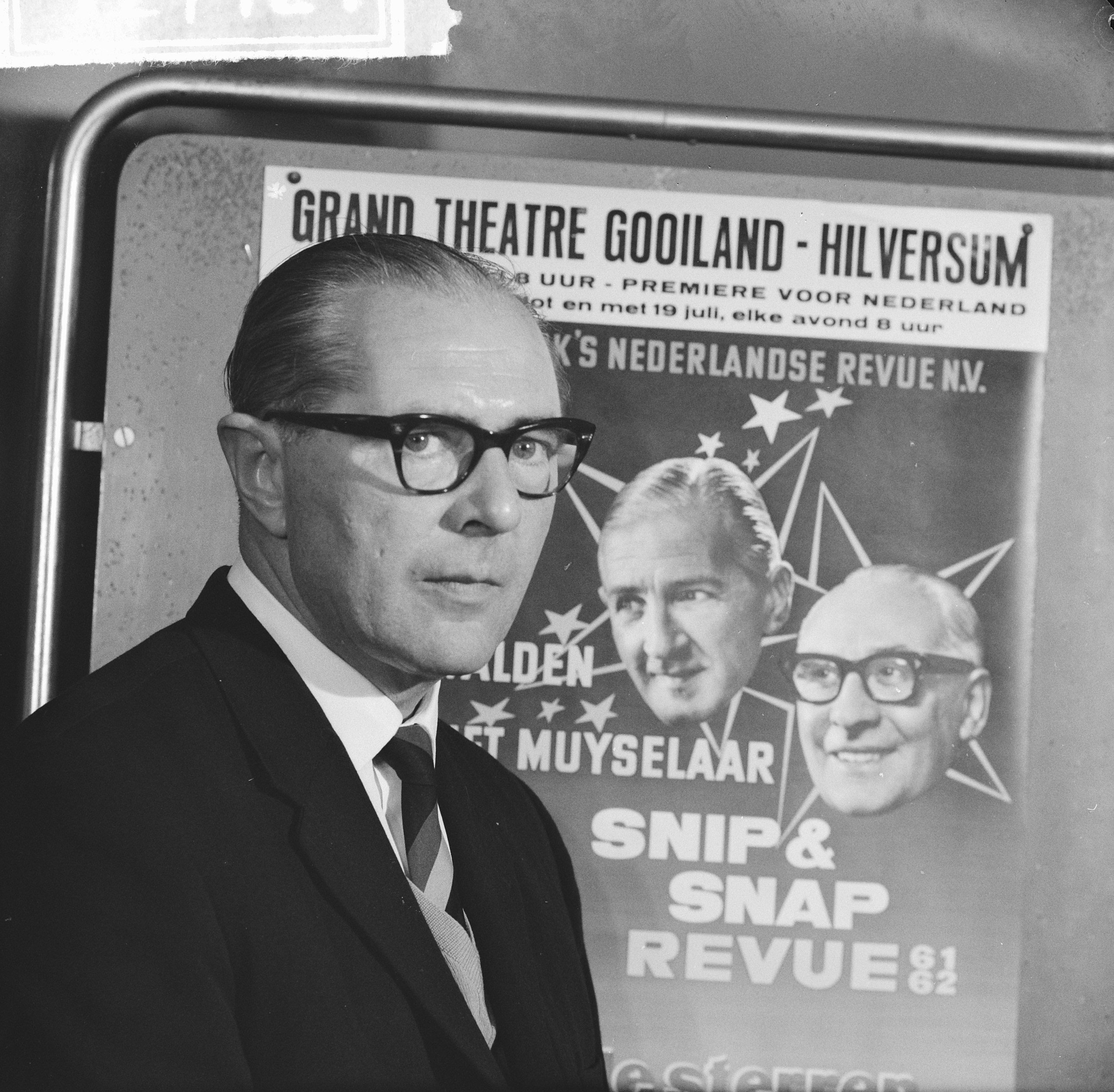
René Sleeswijk

René (Reijndert) Sleeswijk (Amsterdam, 1 oktober 1907 – Bussum, 18 maart 1978) was een Nederlands theaterproducent. 

## Biografie

### Carrière
Sleeswijk kwam uit een rijke aannemersfamilie en studeerde aanvankelijk architectuur, maar kwam via een studiegenoot in Parijs in contact met de theaterwereld. Hij ging een poosje aan de slag bij de Folies-Bergère. Daar leerde hij het theaterbedrijf achter de coulissen kennen. Terug in Amsterdam werd hij onder meer productieassistent bij operettevoorstellingen.
In 1931 zette hij samen met producent Bob Peters de Nationale Revue op. De populaire komiek en zanger Lou Bandy kreeg de hoofdrol. Peters ensceneerde de revue en Sleeswijk trad op als technisch voorman. Later begon hij zelf een kleine revue waarmee hij in 1933 door Duitsland reisde. Sleeswijk produceerde voor de AVRO-radio het programma De bonte dinsdagavondtrein waarin onder meer Louis Davids optrad. In 1936 zouden Snip en Snap in het programma hun debuut maken. Vanaf dat moment produceerde Sleeswijk tot eind 1977 onder de naam Sleeswijk Revue. Daarnaast produceerde hij met zijn zoon Hans diverse tv-shows en musicals, zoals: Sweet Charity, The Sound of Music en Irma la Douce. 

### Privéleven
Sleeswijk trouwde op 26 augustus 1931 met Maria Helena de Haas (1907-1987). Vier maanden voor de bruiloft was hun eerste zoon René al geboren. Hun tweede zoon, Hans, volgde in 1935. Nadat Sleeswijk gescheiden was, trad hij op 2 december 1968 in het huwelijk met Corry Brokken. De huwelijksvoltrekking had in het geheim plaatsgevonden, omdat het paar geen behoefte had aan publiciteit. Dit huwelijk, dat op 24 februari 1978 werd ontbonden, bleef kinderloos.
Sleeswijks zoon René zou later bekend worden als René van Vooren die met Piet Bambergen het succesvolle duo De Mounties vormde. Hans Sleeswijk trad in de voetsporen van zijn vader en werd theater- en televisieproducent.
Sleeswijk overleed op 18 maart 1978.